# Didier Flament
Didier Flament (Tourcoing, 1951. január 4. –) olimpiai és világbajnok francia vívó.

## Sportpályafutása
Tőr és kard fegyvernemekben egyaránt versenyzett, de nemzetközileg is jelentős eredményeit tőrvívásban érte el.